# 亨利·盧梭
亨利·朱利安·費利克斯·盧梭（Henri Julien Félix Rousseau、1844年5月21日—1910年9月2日）是法國後印象派畫家，以纯真、原始的风格著称。 他曾经是一名海关的收税员，也是自学成才的天才画家，其作品具有极高的艺术水准。代表畫作為《夢境》、《沉睡的吉普赛人》等。

## 生平

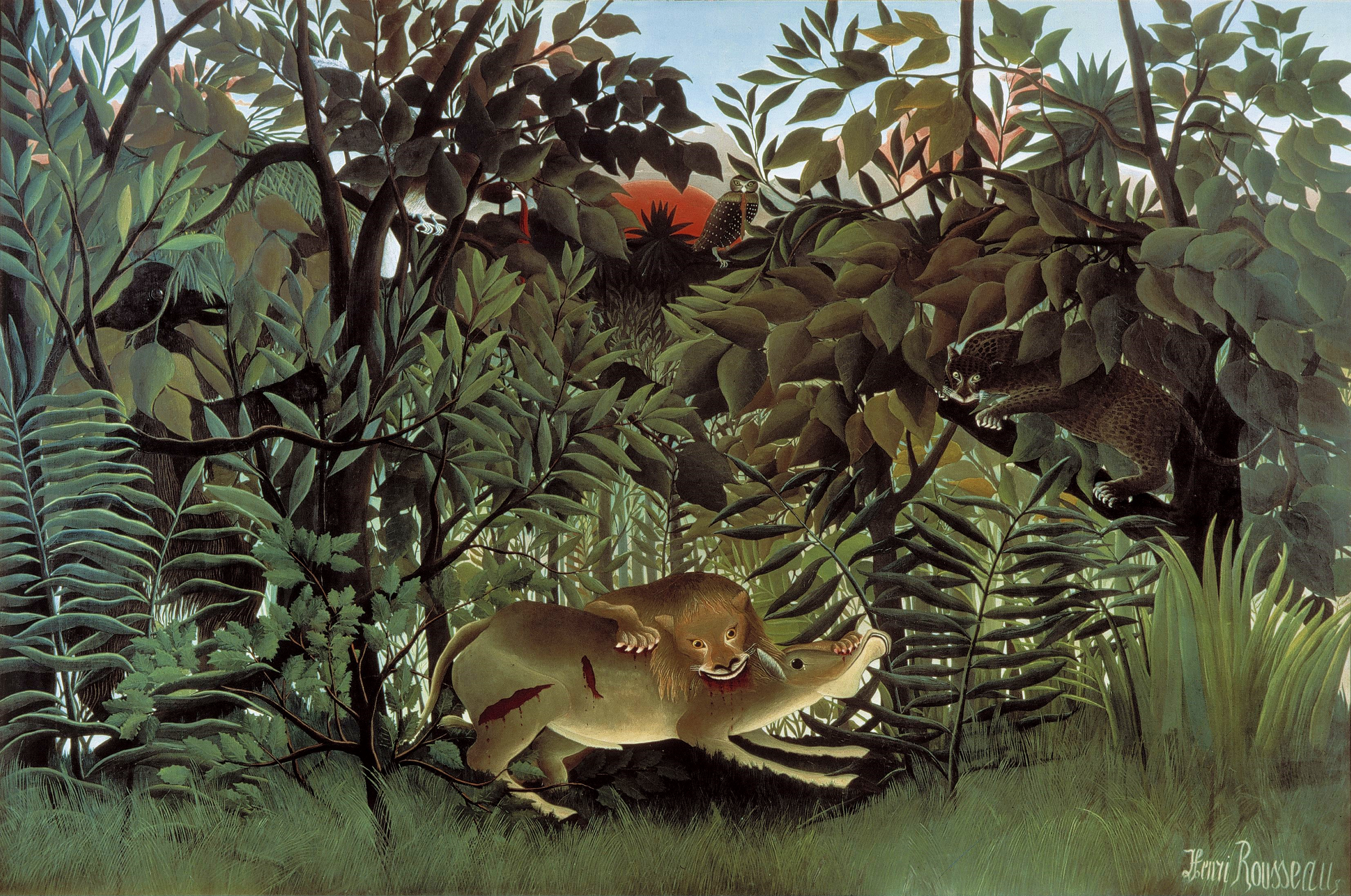
The Hungry Lion Throws Itself on the Antelope, 1905年

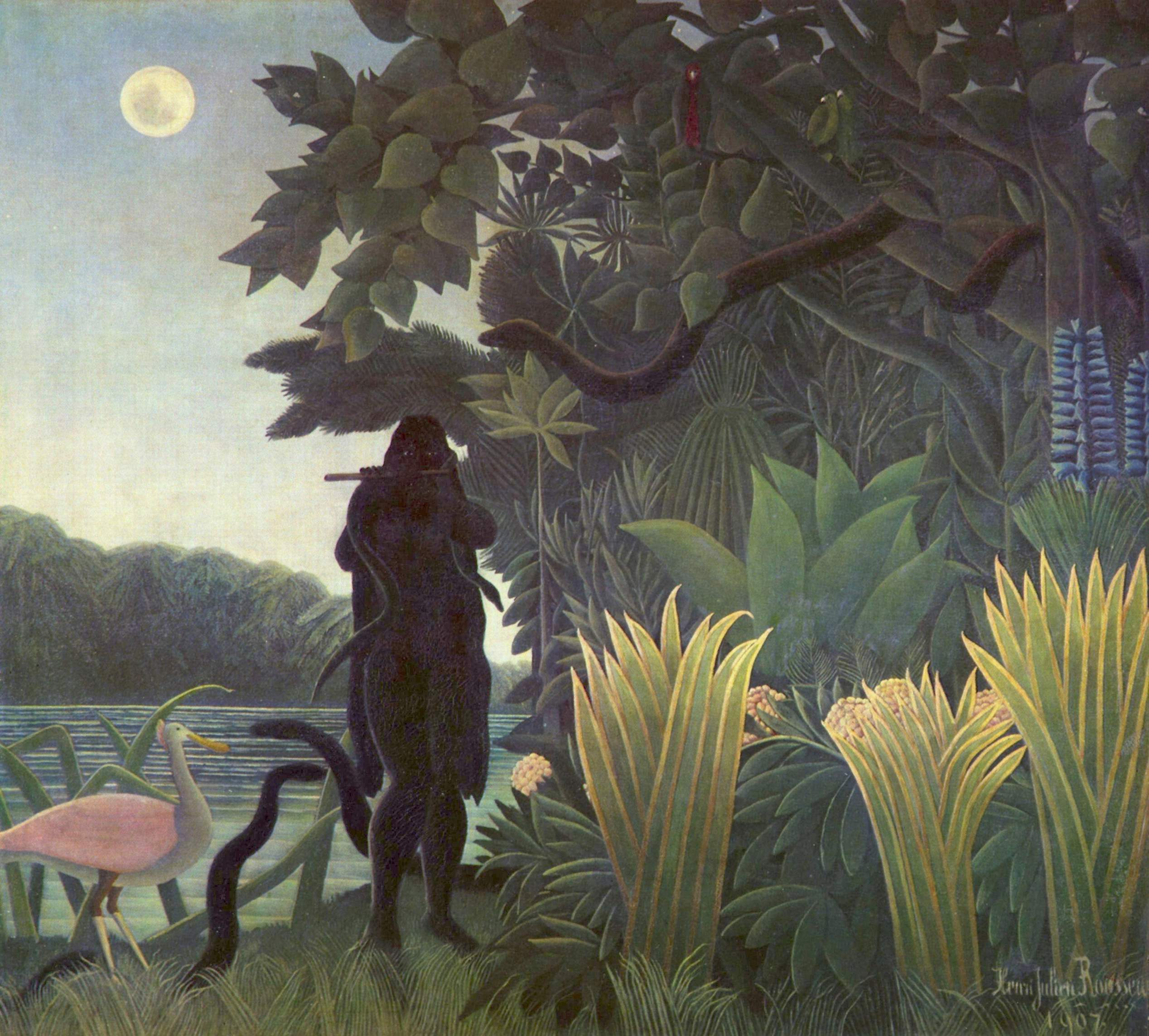
《耍蛇人》，1907年

卢梭出生于法国的西北部卢瓦尔河谷的小镇拿瓦，一个锡匠的家庭。 。后来父亲负债，房产被抵押并且搬出了镇子，卢梭便从卢瓦尔高中的走读生转为寄宿生。他的大部分学科成绩一般，但获得过绘画和音乐方面的奖項。 1863年起，他在律所工作学习法律，可是因为“牵涉到一个小的伪证罪，于是参军以求避难”， 在军中服役4年。父亲逝世后，卢梭搬到巴黎，从事一份政府雇员的工作，同时陪伴寡母。1868年，他和房东的女儿，15岁的Clémence Boitard结婚，婚后育有6个子女（只有一个活了下来）。1871年，被任命为巴黎入市税征收处的收税员。1888年，妻子Clémence 逝世。1898年，和Josephine Noury结婚。卢梭直到49岁才真正开始投入绘画事业，那时他已经退休，终于成为了一位全职的画家.
卢梭声称对他来说“大自然就是老师”， 虽然他也承认自己接受过他人的指导，费利克斯·奥古斯特·克莱芒和Jean-Léon Gérôme，这两位都是已经有所建树的受过正规教育的畫家。 总的来说，他的确是自学成才，他的画被看作是纯真、原始的风格。

## 画作

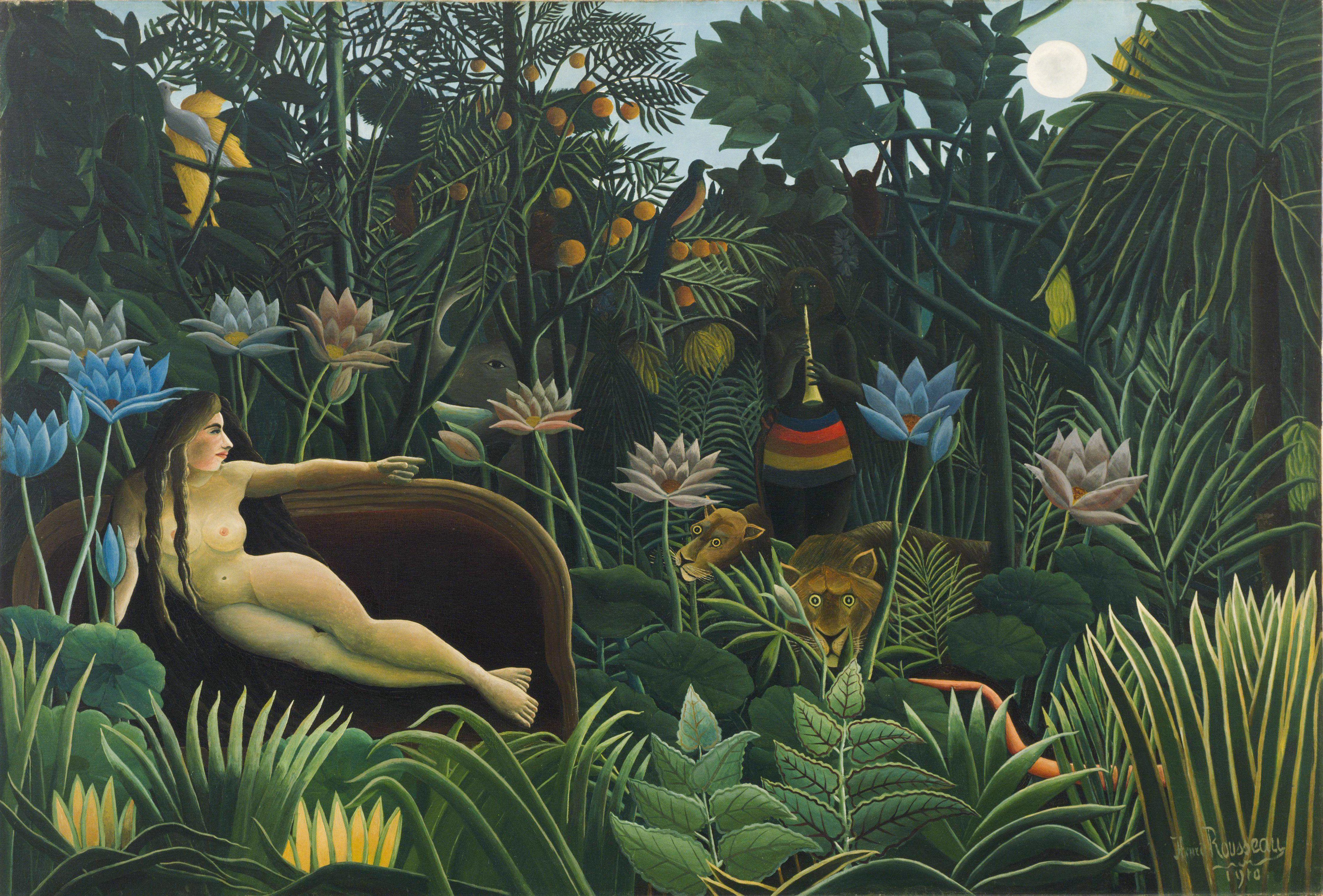
夢境, 1910年

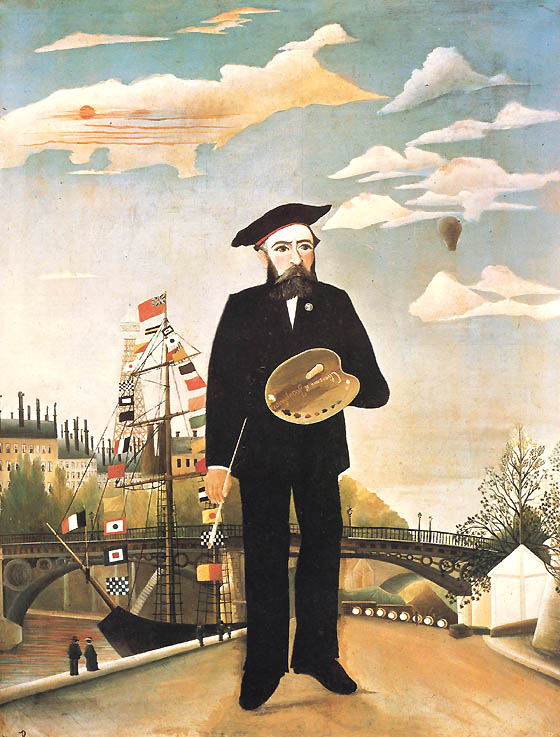
自画像，1890年

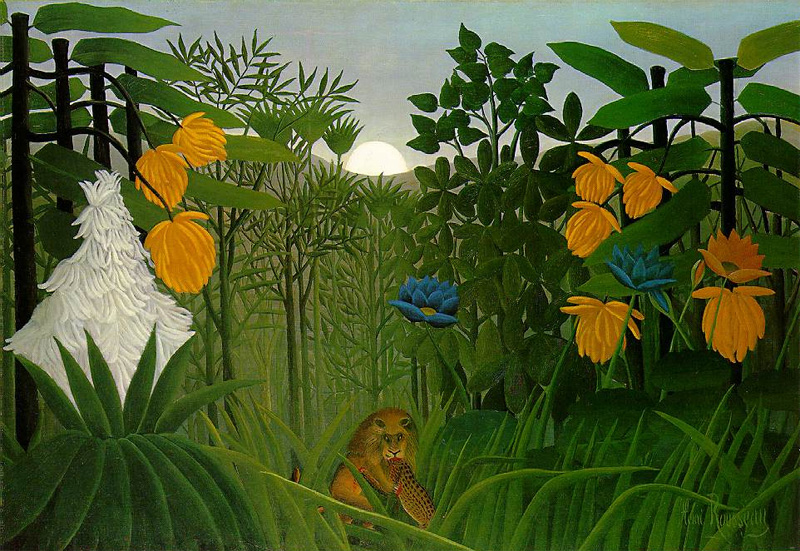
《猛獅就食》（The Repast of the Lion，1907年左右）

卢梭最为著名的是描绘丛林场景的画，事实上他从没离开法国，更没见过真的丛林。喜欢卢梭的人们传说，这些场景源自于他在服役军中的见闻，还说是前往墨西哥的法国远征军（French intervention in Mexico）。这些传说毫无根据。实际上，卢梭的灵感来源于图画书、巴黎的植物园、野生动物标本。军中服役时，他常常与那些法国探险队的幸存者聊天，听他们讲述在墨西哥等亚热带国家的见闻。卢梭对评论家阿瑟亚历山大说他曾频繁的参观植物园（Jardin des Plantes）：“每当我走进大玻璃房，看到那些来自异国的神奇植物，就好像走进了梦中。”
伴随着那些异国风光的画作，还有一系列的小作品是描绘城市和郊区场景的。
将人物放在画面的前景，后面画上城市中有代表性的一部分场景。通过这种同时表达两个主题的方式，卢梭自创了一种被他叫作“肖像风景”的新画派。

## 批评与认同
卢梭的画中那种平淡、有些孩子气的风格，常受到评论家的轻视，观者要么为之震惊，要么付之一笑。 许多观察家评价说，他画得像孩子，同时融入了高度的专业技巧。
从1886年起，尽管作品还没有出名，他还是定期参加画家独立协会的沙龙展（Salon des Indépendants），关注度逐年上升。1891年展出《熱帶風暴中的虎》（又名《意料之外！》），卢梭首次收到关键性的评论，年轻艺术家菲利克斯·瓦洛東（Félix Vallotton）写道：“《惊奇》是不容错过的，数一数二的画作。”然而卢梭在十年后才重新创作他的丛林画系列。
1893年，卢梭住进了位于Montparnasse的画室里，直到1910年逝世。1897年，他创作了生平最著名的画作《沉睡的吉普赛人》。
1905年，大型丛林画《饿狮》在画家协会独立沙龙展上展出，同时参展的还有年轻的先锋艺术家马蒂斯，这次画展后来被视为野兽派的首次亮相。卢梭的画也许对“野兽派”这个名称产生了一定影响。
1907年，另一位艺术家罗伯特·德劳内（Robert Delaunay）的母亲巴福 德劳内伯爵夫人委托卢梭完成了作品《弄蛇女》。
年轻的艺术家毕加索无意中见到卢梭在大街上卖的一幅画，立刻意识到卢梭所拥有的天赋。1908年，毕加索以卢梭的名义在自己的工作室Le Bateau-Lavoir里主办了一场宴会，“卢梭之夜”，宴会既正式，又伴有滑稽娱乐。
1893年退休之后，卢梭靠着退休金生活，做过兼职工作，甚至在街头拉小提琴。给Le petit杂志做过一些封面。
1910年9月2日，卢梭在巴黎的Necker医院与世长辞。数月之前，他刚刚在独立画展（Salon des Independants）上展出了最后的画作《梦境》。他被安葬在巴紐公墓，有7位朋友出席了他的葬礼。包括画家保罗·希涅克和Manuel Ortiz de Zárate，艺术家羅伯特·德勞奈（Robert Delaunay）和Sonia Terk夫妇，雕塑家Brâncuşi，卢梭的房东Armand Queval以及纪尧姆·阿波利奈尔。其中Brâncuşi为他在墓碑上刻下阿波利奈尔题写的墓志铭：
向您致敬，温文的卢梭，愿您能听到。

Delaunay, 他的妻子, 还有我Queval。

愿我们的行囊能自由通过天堂之门，

为您带上画笔、颜料和画布，

使您在天堂之光中，将宝贵的闲暇都用来追寻绘画之真谛。

如同曾经为我作画时一样，

那有星空、狮子、沉睡的吉普赛人。

## 遗产
卢梭的作品“对后来几代先锋艺术家产生了广泛影响，从毕加索开始，包括让·雨果（Jean Hugo），莱热，贝克曼和超现实主义，”根据《纽约时报》评论家Roberta Smith的观点。“比如贝克曼——一位奇异的自画像画家——就传承了卢梭在肖像画《Pierre Loti》中的经典范式。”
在1998年，米歇爾·歐斯洛（Michel Ocelot）创作的动画电影《叽哩咕和女巫》，其视觉风格的部分灵感来源于卢梭，尤其是丛林植被的描绘。
评论家也注意到卢梭在Wallace Stevens创作的诗歌中的影响。参见其诗集《小风琴》（Harmonium）。
动画电影《马达加斯加》从卢梭的一幅作品中受到启发。 Joni Mitchell的歌曲《丛林》是基于卢梭的画作而创作的。
Joni Mitchell的歌曲《The Jungle Line》是基于卢梭的画作而创作的。
電視劇，1993年劇集〈Paris, September 1908〉由Robert Manuel飾演盧梭。

## 画展
1911年，独立沙龙推出了卢梭作品回顾展。其作品也在第一届的藍騎士展览中亮相。
1984年到1985年，巴黎大皇宫美术馆和纽约現代藝術博物館举办了两场重要的卢梭作品展。
2001年，德国蒂宾根也推出了一次卢梭展。
2005年11月开始，泰特美术馆和奥塞美術馆联合举办了一场为期4个月的重要画展“亨利·卢梭：巴黎丛林”。
2006年7月16日到2006年11月15日，该画展同49幅卢梭作品，在美国华盛顿國家藝廊展出。
2006年3月15日到2006年6月19日，巴黎大皇宫美术馆集中展出了卢梭的主要作品。

## 画廊

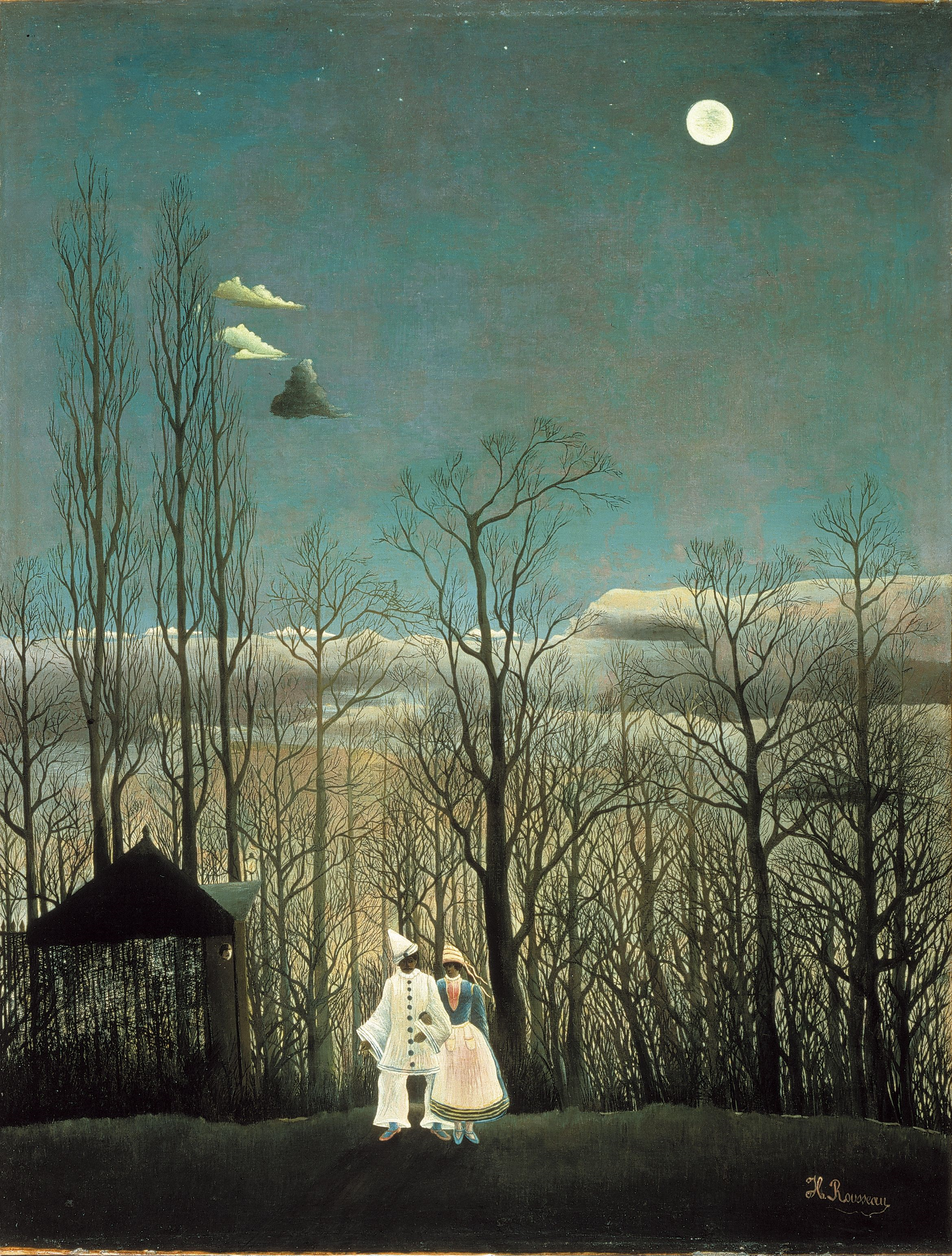
A Carnival Evening, 1886, 费城费城美术馆
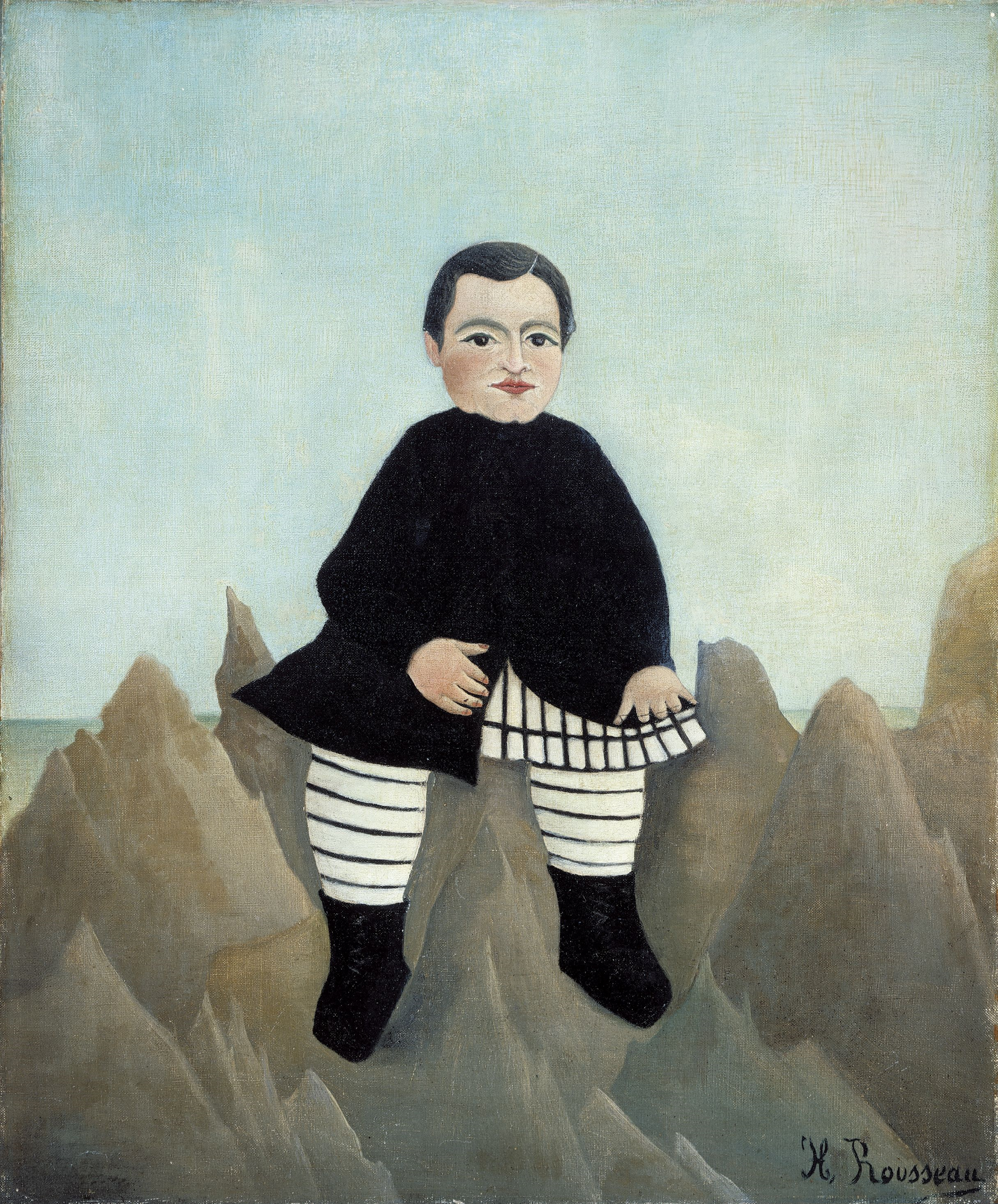
Boy on the Rocks, 1895-97, 华盛顿特区美国国家美术馆
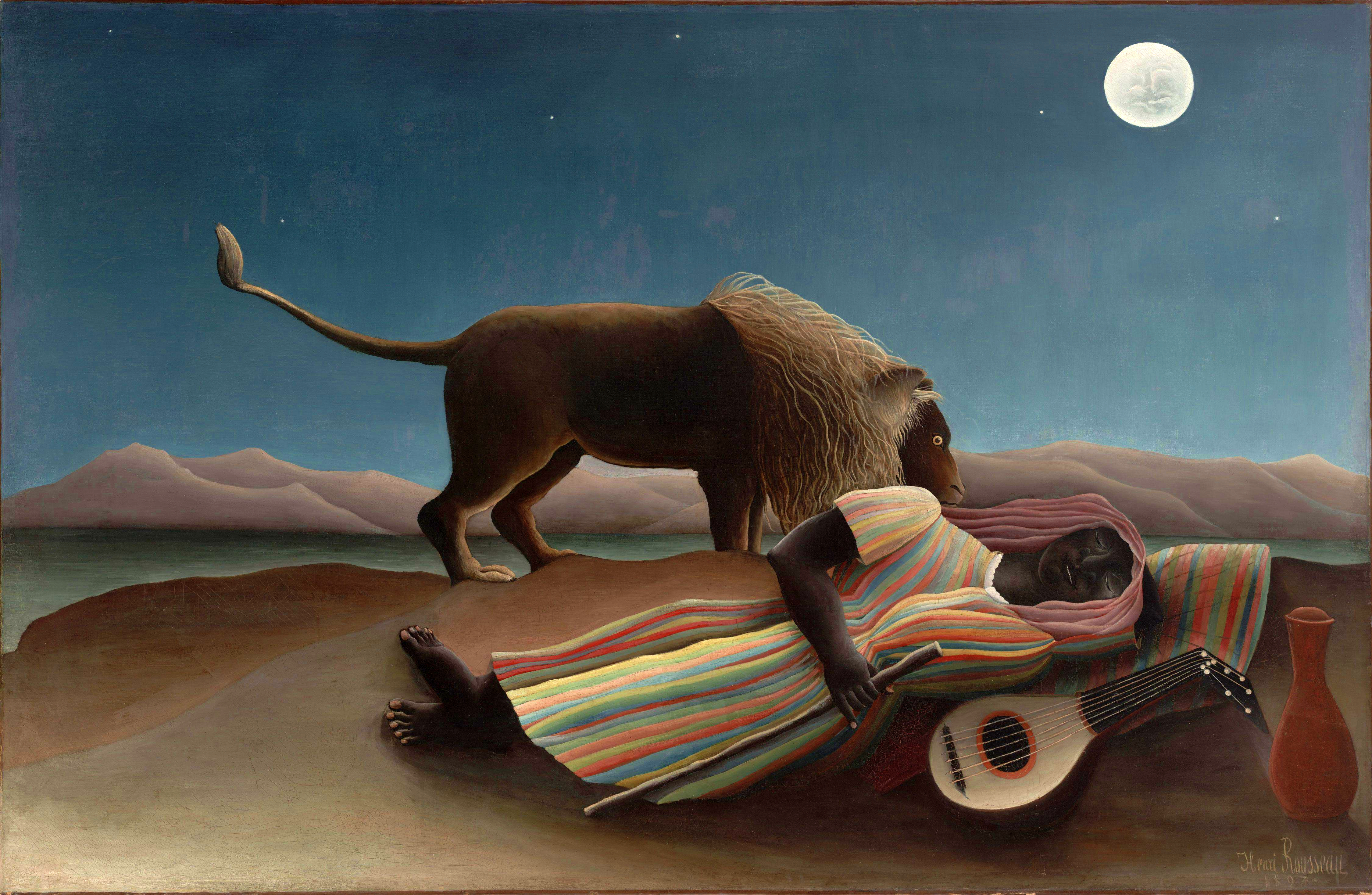
《沉睡的吉普赛人》，1897, 纽约市现代艺术博物馆
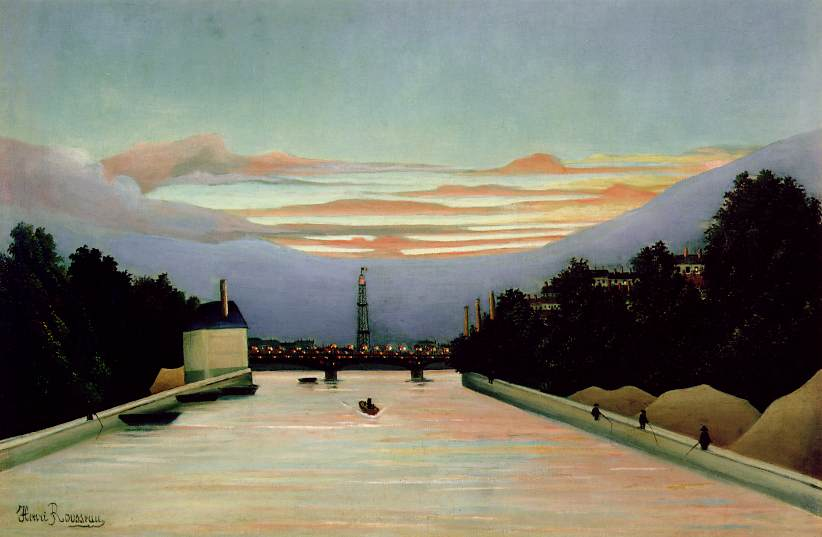
La tour Eiffel peinte par Henri Rousseau, 1898, 休斯顿休斯顿美术馆
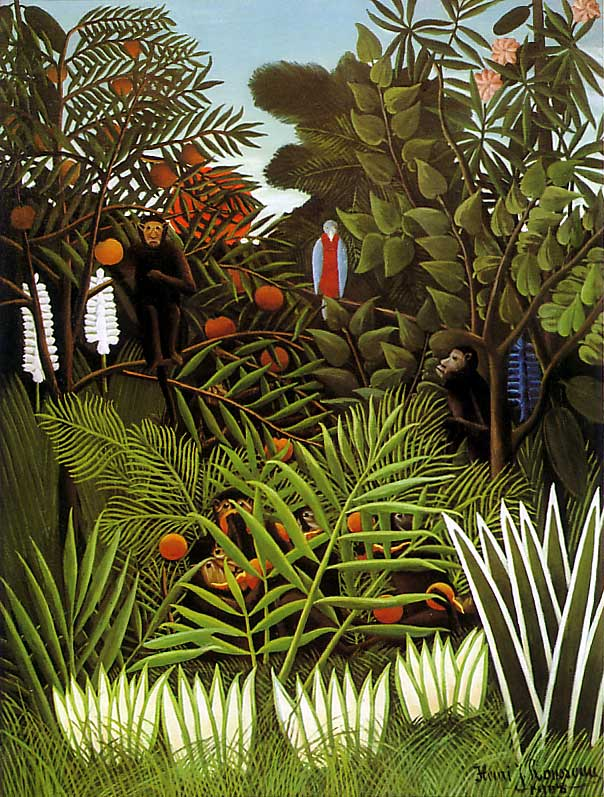
Exotic Landscape, 1908
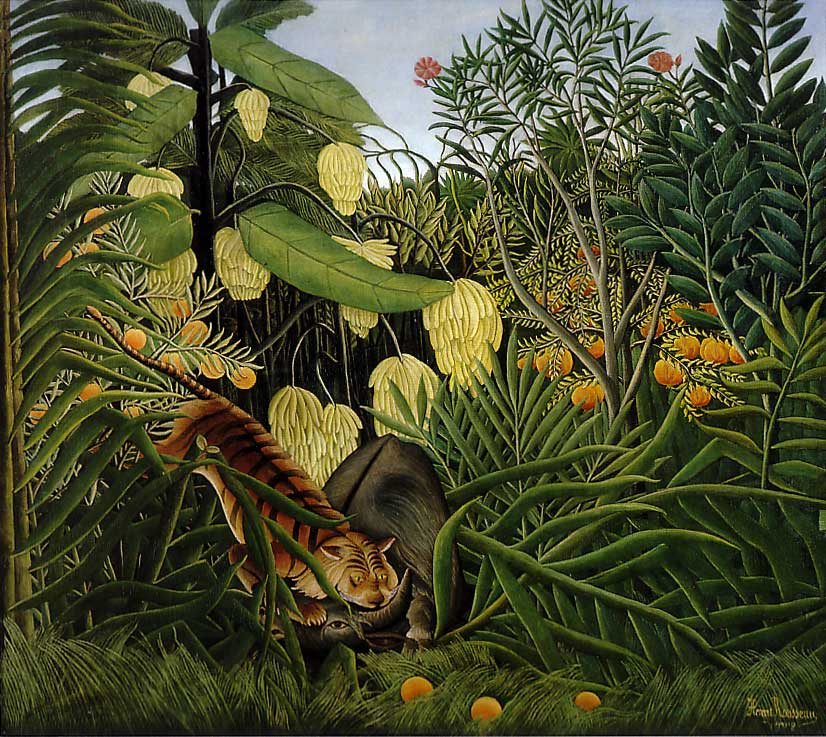
Fight Between a Tiger and a Buffalo, 1908, 克利夫兰克利夫兰美术馆
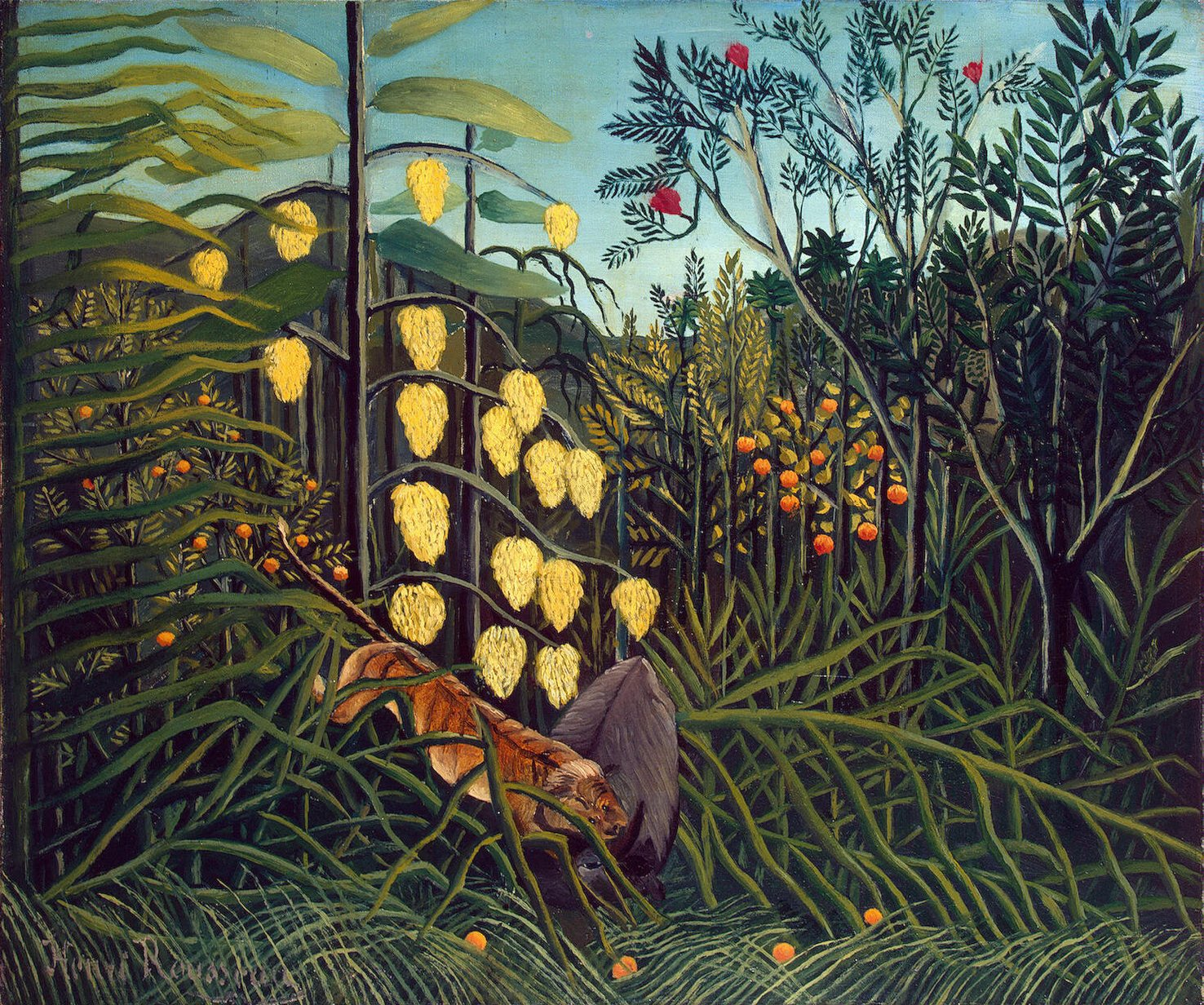
In a Tropical Forest Combat of a Tiger and a Buffalo, 1908-1909，圣彼得堡埃尔米塔日博物馆
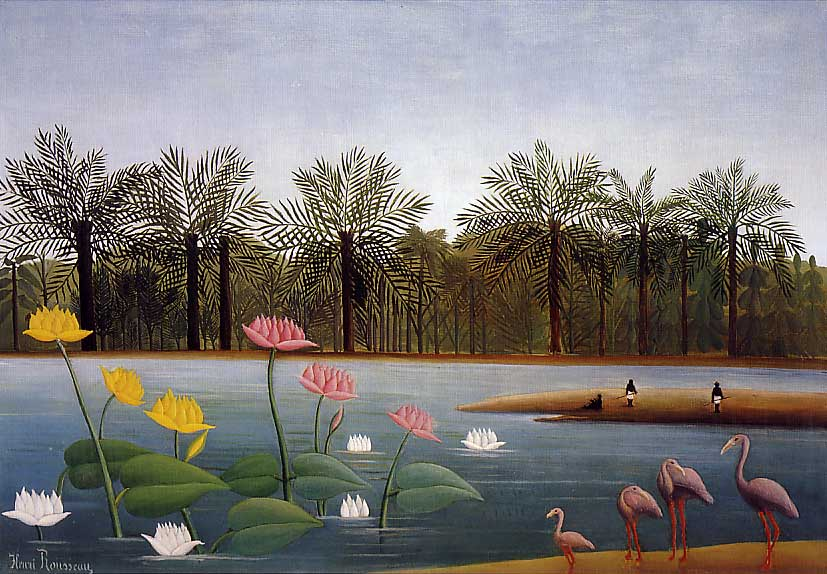
The Flamingoes, 1907
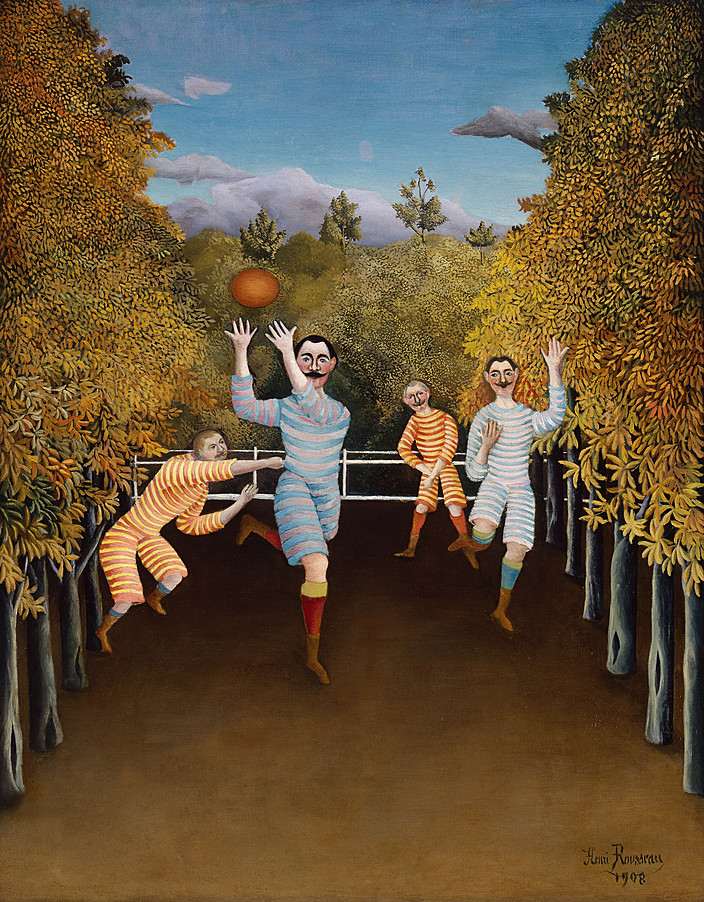
The Football Players, 1908, 纽约市所羅門·古根漢美術館
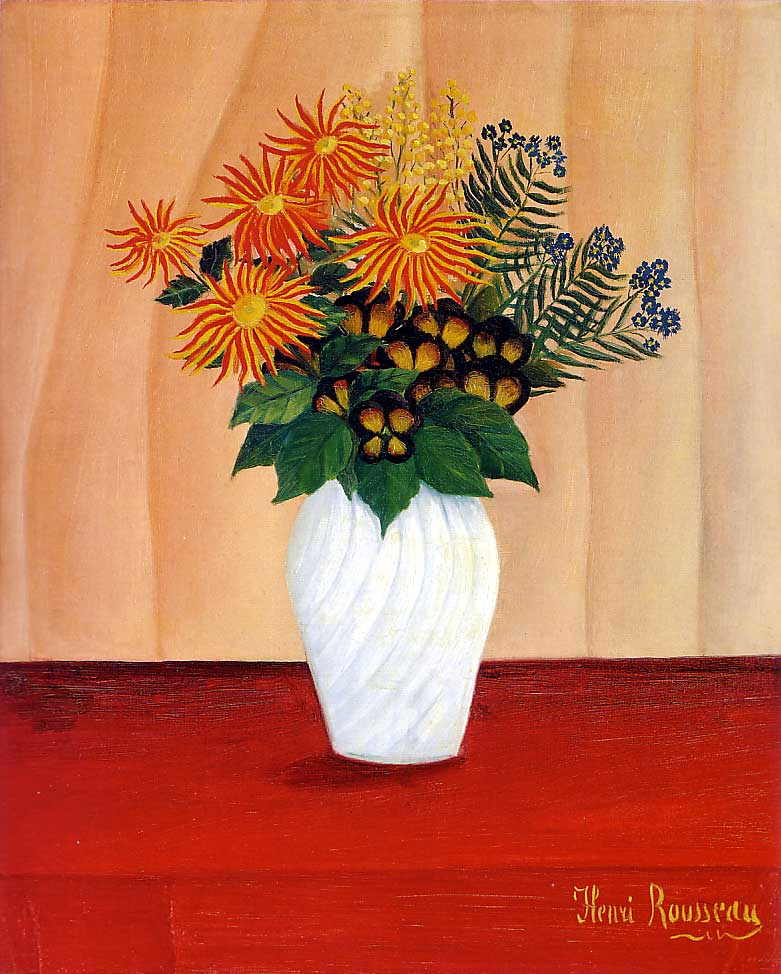
Bouquet of Flowers, 1910,伦敦泰特美术馆